# Chaunax breviradius
Chaunax breviradius är en fiskart som beskrevs av Le Danois, 1978. Chaunax breviradius ingår i släktet Chaunax och familjen Chaunacidae. Inga underarter finns listade i Catalogue of Life.